# Greatest Hits Volume II (Alan Jackson)
Greatest Hits Volume II è un album di raccolta del cantante di musica country statunitense Alan Jackson, pubblicato nel 2003.

## Tracce

### Disco 1
1. Little Bitty
2. Everything I Love
3. Who's Cheatin' Who
4. There Goes
5. I'll Go On Loving You
6. Right on the Money
7. Gone Crazy
8. Little Man
9. Pop a Top
10. The Blues Man
11. It Must Be Love
12. www.memory
13. When Somebody Loves You
14. Where I Come From
15. When Were You (When the World Stopped Turning)
16. Drive (For Daddy Gene)
17. It's Five O'Clock Somewhere (con Jimmy Buffett)
18. Remember When

### Disco 2
1. Job Description
2. Tropical Depression
3. Let's Get Back to Me and You
4. You Can't Give Up on Love
5. Hole in the Wall
6. Buicks to the Moon
7. When Love Comes Around
8. The Sounds